# Liste der denkmalgeschützten Objekte in Strem
Die Liste der denkmalgeschützten Objekte in Strem enthält die 5 denkmalgeschützten, unbeweglichen Objekte der Gemeinde Strem.

## Denkmäler
| Foto |                 | Denkmal                                                                      | Standort                                               | Beschreibung | Metadaten |
| ---- | --------------- | ---------------------------------------------------------------------------- | ------------------------------------------------------ | --- | --- |
| ja   | Datei hochladen | Kath. Filialkirche hl. Johannes Evangelista HERIS-ID: 31841 Objekt-ID: 28835 | Deutsch Ehrensdorf 999 Standort KG: Deutsch Ehrensdorf | Lt. Inschrift über dem Turmportal erbaut 1816. Einfacher, einschiffiger, einjochiger Bau mit gleich breiter Halbkreisapsis. Vorgebauter Südturm mit langgezogenem Zwiebelhelm. Im Inneren befindet sich ein Platzlgewölbe auf Pilastern; im südlichen Halbjoch eine Empore über breitem Bogen. Das Bild über dem Hochaltar zeigt den hl. Johannes Evangelist. | BDA-Hist.: Q37944560 Status: § 2a Stand der BDA-Liste: 2025-06-30 Name: Kath. Filialkirche hl. Johannes Evangelista GstNr.: 1 Saint John the Evangelist Church (Deutsch Ehrensdorf) |
| ja   | Datei hochladen | Kath. Filialkirche hl. Georg HERIS-ID: 31842 Objekt-ID: 28836                | Standort KG: Steinfurt                                 | Erbaut im Jahr 1897. Vorgebauter Südturm mit Spitzhelm. Am Langhaus Gliederung mit Lisenen und profilierten Gesimsen. Zweijochiger Bau mit hochgekuppeltem Platzlgewölbe zwischen Doppelgurten auf Doppelpilastern. Halbes Emporenjoch mit Tonne. Die Orgel stammt vom Ende des 19. Jahrhunderts. | BDA-Hist.: Q37944572 Status: § 2a Stand der BDA-Liste: 2025-06-30 Name: Kath. Filialkirche hl. Georg GstNr.: 1 Saint George Church (Steinfurt, Strem)                               |
| BW   | Datei hochladen | Volksschule Strem HERIS-ID: 113903 Objekt-ID: 132291seit 2021                | Hauptstraße 1 Standort KG: Strem                       | Die Volksschule stammt aus dem Jahr 1973 von Herwig Udo Graf. es handelt sich um ein Beispiel des burgenländischen Brutalismus. | BDA-Hist.: Q105675418 Status: Bescheid Stand der BDA-Liste: 2025-06-30 Name: Volksschule Strem GstNr.: 114                                                                          |
| ja   | Datei hochladen | Kath. Pfarrkirche hl. Antonius von Padua HERIS-ID: 31837 Objekt-ID: 28830    | Kirchenplatz 1 Standort KG: Strem                      | Pfarre seit 1877. Kirche erbaut 1852 nach klassizistischem Schema. Einschiffig mit eingezogenem Chor. Eingebundener südlicher Fassadenturm mit Spitzhelm und Faschengliederung. Zweijochiger Saal; Platzlgewölbe zwischen Gurten auf kräftigen Pilastern. Dreiachsige Empore mit vorgebauchter Brüstung und Stuckdekor. Rundbogiger Triumphbogen; im Chorjoch quadratisches Platzl, in der Apsis Kappen zwischen Gurten auf Pilastern. Die Einrichtung stammt aus dem 19. Jahrhundert, das Altarbild an der Apsiswand zeigt den hl. Antonius. | BDA-Hist.: Q11961859 Status: § 2a Stand der BDA-Liste: 2025-06-30 Name: Kath. Pfarrkirche hl. Antonius von Padua GstNr.: 1 Pfarrkirche Strem                                        |
| ja   | Datei hochladen | Antoniuskapelle HERIS-ID: 31838 Objekt-ID: 28831                             | Lindenstraße Standort KG: Strem                        | An der Straße nach Urbersdorf, aus dem 18. Jahrhundert. | BDA-Hist.: Q37944538 Status: § 2a Stand der BDA-Liste: 2025-06-30 Name: Antoniuskapelle GstNr.: 1402/2 Antoniuskapelle Strem                                                        |